# Ектор Енрике
Ектор Адолфо Енрике (шп. Hector Adolfo Enrique; 26. април 1962) бивши је професионални аргентински фудбалер који је играо у везном реду. Наступао је за репрезентацију Аргентине на Светском првенству 1986. и на Копа Америка 1989. године. Такође је био и помоћни тренер репрезентације Аргентине.
Енрике је упамћен по надимку El Negro, у преводу са шпанског Црни, којег је добио од стране навијача. Своју играчку каријеру је започео у Атлетико Ланосу 1982, да би се 1983. придружио Ривер Плејту у којем је провео своје најбоље дане каријере. Његова златна година била је 1986. када је заиграо за репрезентацију Аргентине на Светском првенству на којем је представљао врло важан део у тиму Аргентине.
Енрике ће највише остати упамћен по "феноменалној" асистенцији у четврт финалу Светског првенства 1986. против Енглеске, када је додао лопту Дијегу Марадони који је касније постигао победоносни гол, упамћен као гол века. Након завршене утакмице у шали је сугерисао Марадони да је његов пас био толико добар да би готово било немогуће да га овај не реализује у погодак.
Тешка повреда колена спречила га је да заигра за репрезентацију на Светском купу 1990. у Италији.
Своју каријеру завршава 1997. године у јапанском клубу ФПИ Хамаматсу.